# Micromacromia miraculosa
Micromacromia miraculosa is een libellensoort uit de familie van de korenbouten (Libellulidae), onderorde echte libellen (Anisoptera).
De soort staat op de Rode Lijst van de IUCN als kritiek, beoordelingsjaar 2006.
De wetenschappelijke naam Micromacromia miraculosa is voor het eerst geldig gepubliceerd in 1906 door Förster.